# Liste der Bischöfe von Namur
Die folgenden Personen waren Bischöfe des Bistums Namur (Belgien):
- Antoine Havet (7. März 1561 bis 30. November 1578)
- Sedisvakanz (30. November 1578 bis 11. Januar 1580)
- François de Wallon-Capelle (11. Januar 1580 bis 17. Februar 1592)
- Jean Dave (20. Dezember 1593 bis 3. März 1595)
- Jacques Blaes (14. April 1597 bis 19. April 1601)
- François Buisseret (3. Dezember 1601 bis 6. Januar 1615)
- Sedisvakanz (6. Januar 1615 bis 25. Oktober 1615)
- Jean Dauvin (25. Oktober 1615 bis 15. September 1629)
- Sedisvakanz (15. September 1629 bis 10. März 1630)
- Engelbert des Bois (10. März 1630 bis 15. Juli 1651)
- Jean de Wachtendonck (5. Oktober 1654 bis April 1668)
- Ignace Augustin de Grobbendonck (5. Mai 1669 bis 26. Dezember 1679)
- Sedisvakanz (26. Dezember 1679 bis 19. November 1680)
- Pierre Vandenperre (oder van den Perre) (19. November 1680 bis 7. September 1695)
- Albert Francois de Trazegnies, 1695 Elekt, † 1699 (Haus Hamal)
- Ferdinand Paul Ernest Maximilien de Berlo de Brus (21. Januar 1698 bis 24. August 1725)
- Sedisvakanz (24. August 1725 bis 2. September 1727)
- Thomas John Francis de Strickland de Sizorghe (2. September 1727 bis 14. Januar 1740)
- Sedisvakanz (14. Januar 1740 bis 16. April 1741)
- Paul Godefroid de Berlo de Franc-Douaire (16. April 1741 bis 19. Januar 1771)
- Sedisvakanz (19. Januar 1771 bis 27. Juli 1772)
- Ferdinand Marie von Lobkowitz (27. Juli 1772 bis 31. Oktober 1779)
- Sedisvakanz (31. Oktober 1779 bis 13. Juni 1780)
- Albert Louis von Lichterfelde (13. Juni 1780 bis 18. Oktober 1796)
- Sedisvakanz (18. Oktober 1796 bis 6. Juli 1802)
- Claude de Bexon (1802–1803)
- Charles-François-Joseph Pisani de la Gaude (1804–1826)
- Nicolas-Alexis Ondernard (1828–1831)
- Jean-Arnold Barrett (1831–1835)
- Nicolas-Joseph Dehesselle (1836–1865)
- Victor-Augustin-Isidore Dechamps CSsR (1865–1867)
- Théodore-Joseph Gravez (1868–1883)
- Pierre-Lambert Goossens (1883–1884)
- Édouard-Joseph Belin (1884–1892)
- Jean-Baptiste Decrolière (1892–1899)
- Thomas Louis Heylen OPraem (1899–1941)
- André Marie Charue (1941–1974)
- Robert-Joseph Mathen (1974–1991)
- André-Mutien Léonard (1991–2010)
- Rémy Victor Vancottem (2010–2019)
- Pierre Warin (seit 2019)